# اسکوائر
اسکوائر (انگلیسی: Squier) شرکت تجهیزات موسیقی آمریکایی است، که در سال ۱۸۹۰ تأسیس شد.